# Багу
Багу́ (кат. Begur, вимова літературною каталанською [bə'ɣu]) — муніципалітет, розташований в Автономній області Каталонія, в Іспанії. Код муніципалітету за номенклатурою Інституту статистики Каталонії — 170139. Знаходиться у районі (кумарці) Баш-Ампурда (коди району — 10 та BM) провінції Жирона, згідно з новою адміністративною реформою перебуватиме у складі Баґарії (округи) Жирона. 

## Назва муніципалітету
Назва муніципалітету походить від кельтського імені Becuro або Bacurius, яке у латині набуло форми Begurio.

## Населення
Населення міста (у 2007 р.) становить 4.086 осіб (з них менше 14 років — 14,6%, від 15 до 64 — 69,4%, понад 65 років — 16%). У 2006 р. народжуваність склала 31 особа, смертність — 24 особи, зареєстровано 19 шлюбів. У 2001 р. активне населення становило 1.701 особа, з них безробітних — 184 особи.

Серед осіб, які проживали на території міста у 2001 р., 2.207 народилися в Каталонії (з них 1.387 осіб у тому самому районі, або кумарці), 795 осіб приїхало з інших областей Іспанії, а 457 осіб приїхало з-за кордону. 

Вищу освіту має 11,8% усього населення. 

У 2001 р. нараховувалося 1.322 домогосподарства (з них 27,8% складалися з однієї особи, 25,7% з двох осіб,18,3% з 3 осіб, 19,2% з 4 осіб, 5,7% з 5 осіб, 1,8% з 6 осіб, 0,8% з 7 осіб, 0,4% з 8 осіб і 0,3% з 9 і більше осіб).

Активне населення міста у 2001 р. працювало у таких сферах діяльності : у сільському господарстві — 4,5%, у промисловості — 11,3%, на будівництві — 20,6% і у сфері обслуговування — 63,5%. 

 У муніципалітеті або у власному районі (кумарці) працює 1.132 особи, поза районом — 837 осіб.

### Безробіття
У 2007 р. нараховувалося 121 безробітний (у 2006 р. — 135 безробітних), з них чоловіки становили 43%, а жінки — 57%.

## Економіка

### Підприємства міста

#### Промислові підприємства
| \| Промислові підприємства міста, за сферою діяльності \| Промислові підприємства міста, за сферою діяльності \| Промислові підприємства міста, за сферою діяльності \| \| Рік \| 2002 р. \| 2001 р. \| \| --------------------------------------------------- \| --------------------------------------------------- \| --------------------------------------------------- \| \| Енергетичні та водні ресурси \| 11,1% \| 9,5% \| \| Хімія та метали \| 5,6% \| 9,5% \| \| Переробка металів \| 22,2% \| 23,8% \| \| Продукти харчування \| 22,2% \| 19% \| \| Текстиль \| 0% \| 0% \| \| Виробництво меблів, видання \| 27,8% \| 28,6% \| \| Інше \| 11,1% \| 9,5% \| \| Усього підприємств \| 18 \| 21 \| |         |         |
| Промислові підприємства міста, за сферою діяльності |         |         |
| Рік | 2002 р. | 2001 р. |
| Енергетичні та водні ресурси | 11,1%   | 9,5%    |
| Хімія та метали | 5,6%    | 9,5%    |
| Переробка металів | 22,2%   | 23,8%   |
| Продукти харчування | 22,2%   | 19%     |
| Текстиль | 0%      | 0%      |
| Виробництво меблів, видання | 27,8%   | 28,6%   |
| Інше | 11,1%   | 9,5%    |
| Усього підприємств | 18      | 21      |

#### Роздрібна торгівля
| \| Підприємства роздрібної торгівлі міста, за сферою діяльності \| Підприємства роздрібної торгівлі міста, за сферою діяльності \| Підприємства роздрібної торгівлі міста, за сферою діяльності \| \| Рік \| 2002 р. \| 2001 р. \| \| ------------------------------------------------------------ \| ------------------------------------------------------------ \| ------------------------------------------------------------ \| \| Продукти харчування \| 32% \| 37% \| \| Одяг та взуття \| 16% \| 13% \| \| Товари для дому \| 16% \| 15,2% \| \| Книги та періодичні видання \| 4% \| 4,3% \| \| Промислова хімічна продукція \| 8% \| 6,5% \| \| Продукція, пов'язана з транспортними засобами \| 2% \| 2,2% \| \| Інше \| 22% \| 21,7% \| \| Усього підприємств \| 50 \| 46 \| |         |         |
| Підприємства роздрібної торгівлі міста, за сферою діяльності |         |         |
| Рік | 2002 р. | 2001 р. |
| Продукти харчування | 32%     | 37%     |
| Одяг та взуття | 16%     | 13%     |
| Товари для дому | 16%     | 15,2%   |
| Книги та періодичні видання | 4%      | 4,3%    |
| Промислова хімічна продукція | 8%      | 6,5%    |
| Продукція, пов'язана з транспортними засобами | 2%      | 2,2%    |
| Інше | 22%     | 21,7%   |
| Усього підприємств | 50      | 46      |

#### Сфера послуг
| \| Підприємства міста, що працюють у сфері послуг, за діяльністю \| Підприємства міста, що працюють у сфері послуг, за діяльністю \| Підприємства міста, що працюють у сфері послуг, за діяльністю \| \| Рік \| 2002 р. \| 2001 р. \| \| ------------------------------------------------------------- \| ------------------------------------------------------------- \| ------------------------------------------------------------- \| \| Гуртова торгівля \| 5% \| 5,5% \| \| Готелі та готельний бізнес \| 33,2% \| 35% \| \| Транспорт та зв'язок \| 8,5% \| 9,8% \| \| Посередницькі фінансові послуги \| 2,5% \| 2,7% \| \| Послуги підприємствам \| 4,5% \| 4,9% \| \| Послуги фізичним особам \| 24,1% \| 23% \| \| Нерухомість та ін. \| 22,1% \| 19,1% \| \| Усього підприємств \| 199 \| 183 \| |         |         |
| Підприємства міста, що працюють у сфері послуг, за діяльністю |         |         |
| Рік | 2002 р. | 2001 р. |
| Гуртова торгівля | 5%      | 5,5%    |
| Готелі та готельний бізнес | 33,2%   | 35%     |
| Транспорт та зв'язок | 8,5%    | 9,8%    |
| Посередницькі фінансові послуги | 2,5%    | 2,7%    |
| Послуги підприємствам | 4,5%    | 4,9%    |
| Послуги фізичним особам | 24,1%   | 23%     |
| Нерухомість та ін. | 22,1%   | 19,1%   |
| Усього підприємств | 199     | 183     |

## Житловий фонд
У 2001 р. 7,6% усіх родин (домогосподарств) мали житло метражем до 59 м2, 23,1% — від 60 до 89 м2, 37,3% — від 90 до 119 м2 і
31,9% — понад 120 м2.

З усіх будівель у 2001 р. 30,8% було одноповерховими, 55,9% — двоповерховими, 12,7
% — триповерховими, 0,4% — чотириповерховими, 0% — п'ятиповерховими, 0% — шестиповерховими,
0% — семиповерховими, 0% — з вісьмома та більше поверхами.

## Автопарк
| \| Автомобілі, зареєстровані у місті, за призначенням \| Автомобілі, зареєстровані у місті, за призначенням \| Автомобілі, зареєстровані у місті, за призначенням \| \| Рік \| 2006 р. \| 2005 р. \| \| -------------------------------------------------- \| -------------------------------------------------- \| -------------------------------------------------- \| \| Приватні автомобілі \| 62,2% \| 63,4% \| \| Мотоцикли \| 15% \| 14,2% \| \| Вантажівки \| 19,9% \| 19,7% \| \| Трактори \| 0,5% \| 0,6% \| \| Автобуси та ін. \| 2,4% \| 2% \| \| Усього автомобілів \| 3.960 шт. \| 3.807 шт. \| |           |           |
| Автомобілі, зареєстровані у місті, за призначенням |           |           |
| Рік | 2006 р.   | 2005 р.   |
| Приватні автомобілі | 62,2%     | 63,4%     |
| Мотоцикли | 15%       | 14,2%     |
| Вантажівки | 19,9%     | 19,7%     |
| Трактори | 0,5%      | 0,6%      |
| Автобуси та ін. | 2,4%      | 2%        |
| Усього автомобілів | 3.960 шт. | 3.807 шт. |

## Вживання каталанської мови
У 2001 р. каталанську мову у місті розуміли 93,6% усього населення (у 1996 р. — 92,8%), вміли говорити нею 76,9% (у 1996 р. — 
75,5%), вміли читати 76,3% (у 1996 р. — 72,3%), вміли писати 61,8
% (у 1996 р. — 46,9%). Не розуміли каталанської мови 6,4%.

## Політичні уподобання
У виборах до Парламенту Каталонії у 2006 р. взяло участь 1.535 осіб (у 2003 р. — 1.825 осіб). Голоси за політичні сили розподілилися таким чином:
| \| Вибори до Парламенту Каталонії \| Вибори до Парламенту Каталонії \| Вибори до Парламенту Каталонії \| \| Рік \| 2006 р. \| 2003 р. \| \| -------------------------------------- \| ------------------------------ \| ------------------------------ \| \| Конвергенція та Єднання (CiU) \| 38,4% \| 41,7% \| \| Соціалістична партія Каталонії (PSC) \| 24,8% \| 32,8% \| \| Народна партія (PP) \| 8,2% \| 6,4% \| \| Ініціатива за зелену Каталонію (IC) \| 8% \| 4,2% \| \| Республіканська лівиця Каталонії (ERC) \| 15,8% \| 14% \| \| Громадянська партія (C's) \| 1,8% \| 0% \| \| Інші \| 2,9% \| 0,9% \| |         |         |
| Вибори до Парламенту Каталонії |         |         |
| Рік | 2006 р. | 2003 р. |
| Конвергенція та Єднання (CiU) | 38,4%   | 41,7%   |
| Соціалістична партія Каталонії (PSC) | 24,8%   | 32,8%   |
| Народна партія (PP) | 8,2%    | 6,4%    |
| Ініціатива за зелену Каталонію (IC) | 8%      | 4,2%    |
| Республіканська лівиця Каталонії (ERC) | 15,8%   | 14%     |
| Громадянська партія (C's) | 1,8%    | 0%      |
| Інші | 2,9%    | 0,9%    |

У муніципальних виборах у 2007 р. взяло участь 1.894 особи (у 2003 р. — 1.945 осіб). Голоси за політичні сили розподілилися таким чином:
| \| Муніципальні вибори \| Муніципальні вибори \| Муніципальні вибори \| \| Рік \| 2007 р. \| 2003 р. \| \| -------------------------------------- \| ------------------- \| ------------------- \| \| Конвергенція та Єднання (CiU) \| 51,4% \| 71,6% \| \| Соціалістична партія Каталонії (PSC) \| 33,1% \| 26,5% \| \| Народна партія (PP) \| 1,9% \| 2% \| \| Ініціатива за зелену Каталонію (IC) \| 13,7% \| 0% \| \| Республіканська лівиця Каталонії (ERC) \| 0% \| 0% \| \| Громадянська партія (C's) \| 0% \| 0% \| \| Інші \| 0% \| 0% \| |         |         |
| Муніципальні вибори |         |         |
| Рік | 2007 р. | 2003 р. |
| Конвергенція та Єднання (CiU) | 51,4%   | 71,6%   |
| Соціалістична партія Каталонії (PSC) | 33,1%   | 26,5%   |
| Народна партія (PP) | 1,9%    | 2%      |
| Ініціатива за зелену Каталонію (IC) | 13,7%   | 0%      |
| Республіканська лівиця Каталонії (ERC) | 0%      | 0%      |
| Громадянська партія (C's) | 0%      | 0%      |
| Інші | 0%      | 0%      |